# Книга о Сердце, охваченном любовью

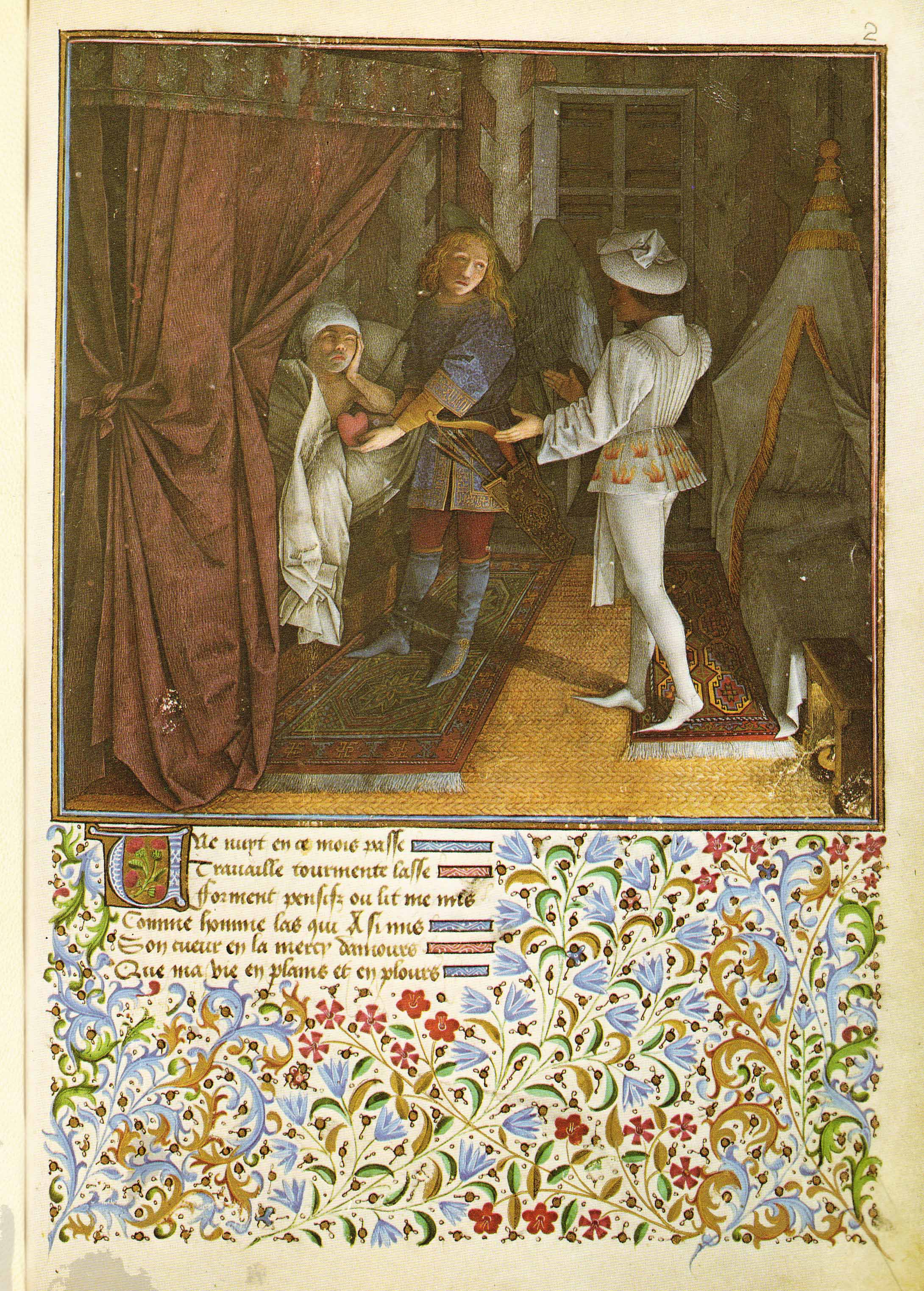
Миниатюра I из Кодекса Виндобоненсис 2597: Амор забирает у спящего Поэта сердце

«Книга о Сердце, охваченном любовью» (фр. Le Livre du cœur d'amour épris) — аллегорический роман Рене Анжуйского, воспевающий куртуазные ценности. Источником для него послужил «Роман о Розе». Первая редакция «Книги о Сердце…» создана в 1457 году.

## Содержание
«Книга о Сердце, охваченном любовью» — одно из немногих литературных произведений, которое бесспорно приписывается Рене Доброму. Роман написан частично прозой, частично — попарно рифмованными стихами. Автор посвятил его герцогу Бурбонскому Жану, обращение Рене к другу обрамляет роман, начиная и завершая его.
Действующие лица — аллегорические персонажи: Espérance (Надежда), Jalousie (Ревность), Tristesse (Печаль), Courroux (Гнев), Grief Soupir (глубокий Вздох) и другие.
Действие романа начинается видением самого Рене: у спящего поэта, страдающего от любви, Амор вынул из груди сердце и передал Желанию. Рыцарь Сердце (Coeur), сопровождаемый оруженосцем Жгучее желание, на своём пути к Нежной Милости, которую он должен освободить от удерживающих её Разлада, Позора и Страха, переживает серию приключений.

## Рукописи
Сохранилось шесть рукописей романа XV века, из них четыре хранятся в Париже (три в Национальной библиотеке и одна — в библиотеке Арсенала); по одному экземпляру — в Австрийской национальной библиотеке в Вене и в библиотеке Ватикана.

### Кодекс Виндобоненсис 2597
Манускрипт известен в первую очередь своими шестнадцатью миниатюрами. Анонимный художник, выполнявший их, получил в искусствоведении имя Мастер Сердца, по мнению историков искусства, принадлежал к нидерландско-провансальскому кругу. Некоторые исследователи приписывали миниатюры кодекса руке самого Рене Доброго. В последнее время считается, что автором миниатюр был Бартелеми д’Эйк. Иллюстрации рукописи известны виртуозной передачей световых эффектов разного времени суток. На миниатюрах I, IV, XVI представлены ночные сцены, действие на миниатюрах V, XI, XIII развивается во время восхода солнца, сумерки изображены на миниатюре XIV.
Рукопись была создана между 1457 и 1470 годами. Она состоит из 127 пергаментных листов формата кварто (290 × 207 мм). Манускрипт остался незавершенным, вероятно, из-за смерти художника, — в нем только шестнадцать миниатюр и оставлены места для двадцати девяти других, которые так и не были нарисованы.
Первым известным владельцем манускрипта был принц Евгений Савойский. После его смерти, в 1737 году, рукопись была приобретена для императора Карла VI и поступила в придворную библиотеку. В 1809 году она попала в Париж, во время Реставрации 1814—1815 годов была возвращена в Вену и с тех пор хранится в Австрийской национальной библиотеке.

### Национальная библиотека Франции, fr. 24399
Текст этого парижского манускрипта был написан около 1460 года. Вероятно, спустя двадцать лет манускрипт иллюминирован неизвестным художником («Мастером Парижской Книги о Сердце, охваченном любовью»). В отличие от Венской рукописи все иллюстрации завершены. Всего в книге шестьдесят восемь миниатюр, первые шестнадцать повторяют миниатюры Венской рукописи. Качество исполнения по сравнению с Кодексом Виндобоненсис 2597 ниже.